# Morpho rhetenor
Morpho rhetenor – gatunek motyla dziennego z rodziny rusałkowatych (Nymphalidae), występującego w Ameryce Południowej.
U tego gatunku motyla wyraźnie zaznaczony jest dymorfizm płciowy. Skrzydła samców są metalicznie niebieskie z granatową lub czarną wierzchołkową częścią ich przedniej pary. Na przednich skrzydłach u samców mogą też występować białe plamy. Skrzydła samic zdobi brązowo-pomarańczowa mozaika. Brzegi skrzydeł samic są brunatne. Samice są większe od samców. Rozpiętość skrzydeł u Morpho rhetenor waha się w granicach 13–16 cm. Gatunek preferuje nizinne lasy deszczowe Ameryki Południowej do wysokości 1000 m n.p.m. Gąsienice zjadają liście mimozowatych.

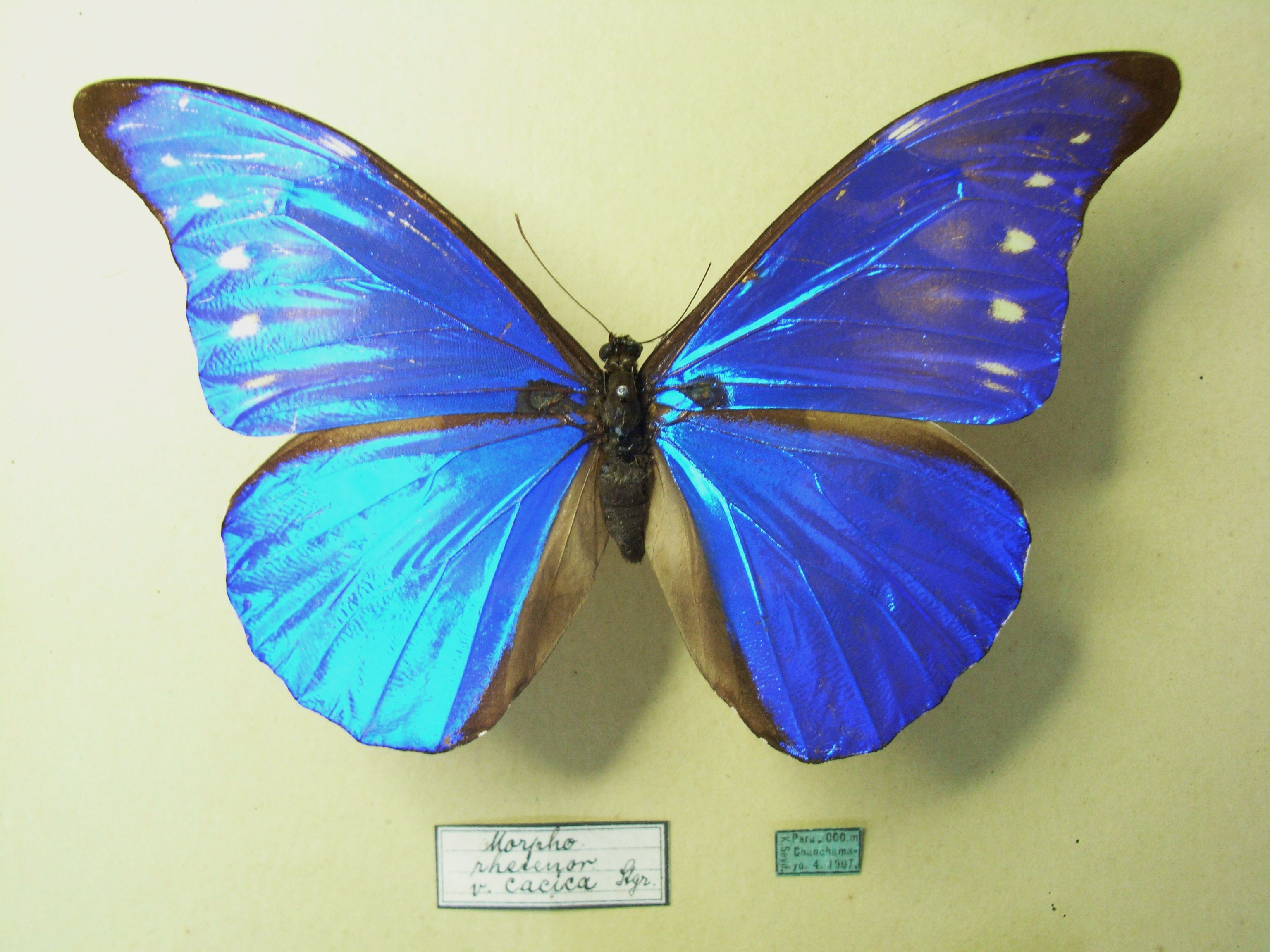
Morpho rhetenor cacica, Muzeum w Wiesenbad
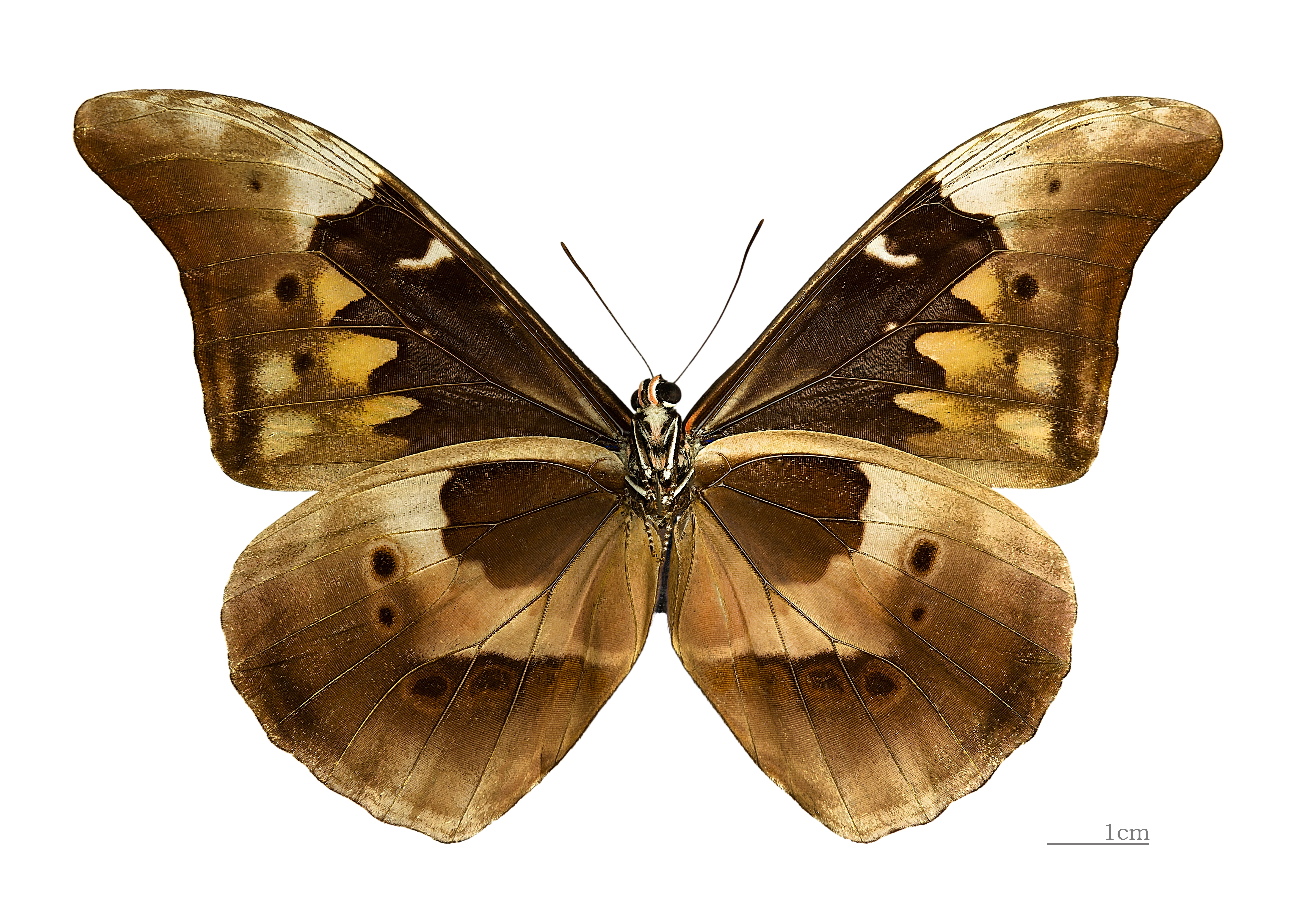
♂ △
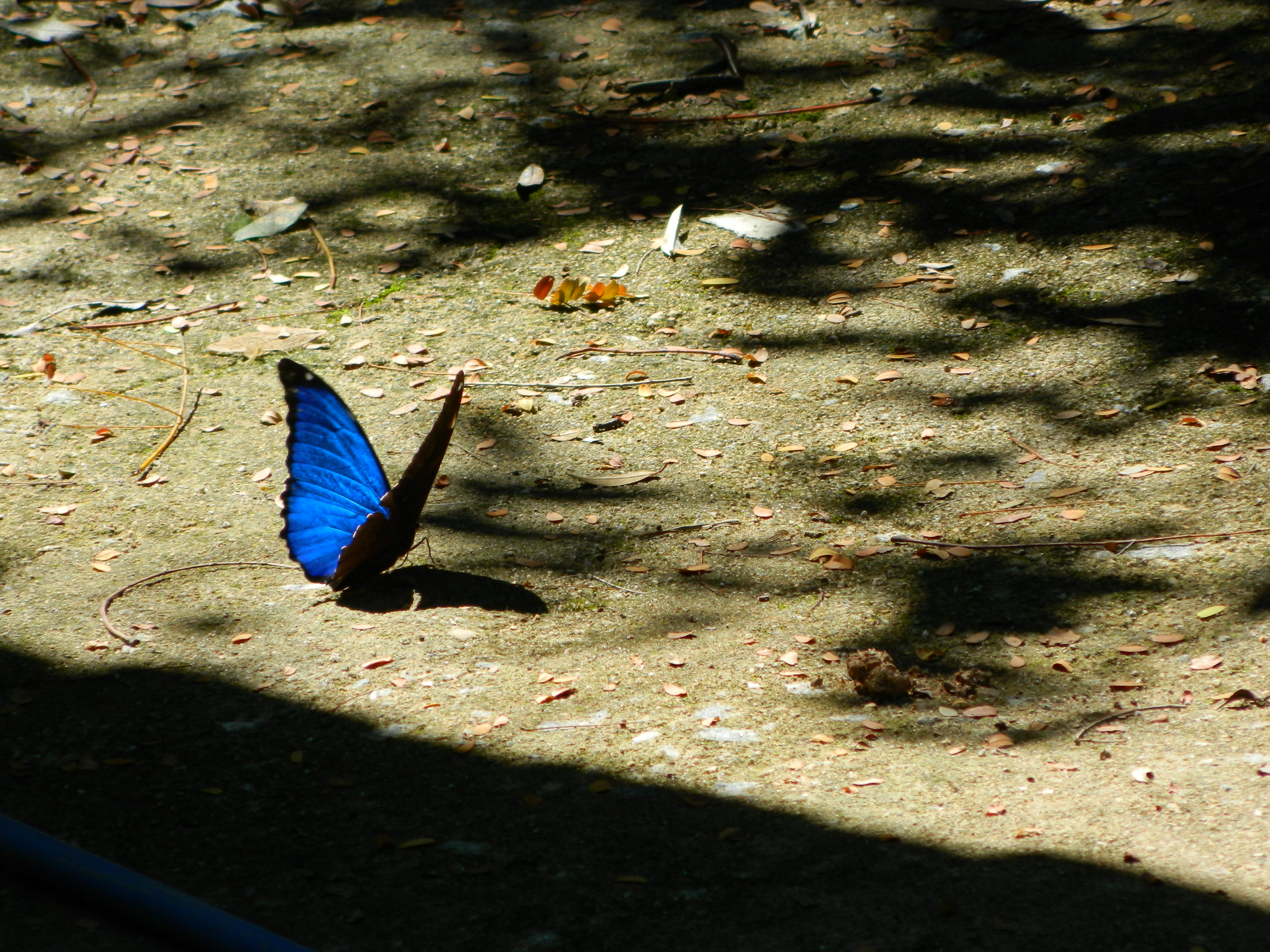
♂
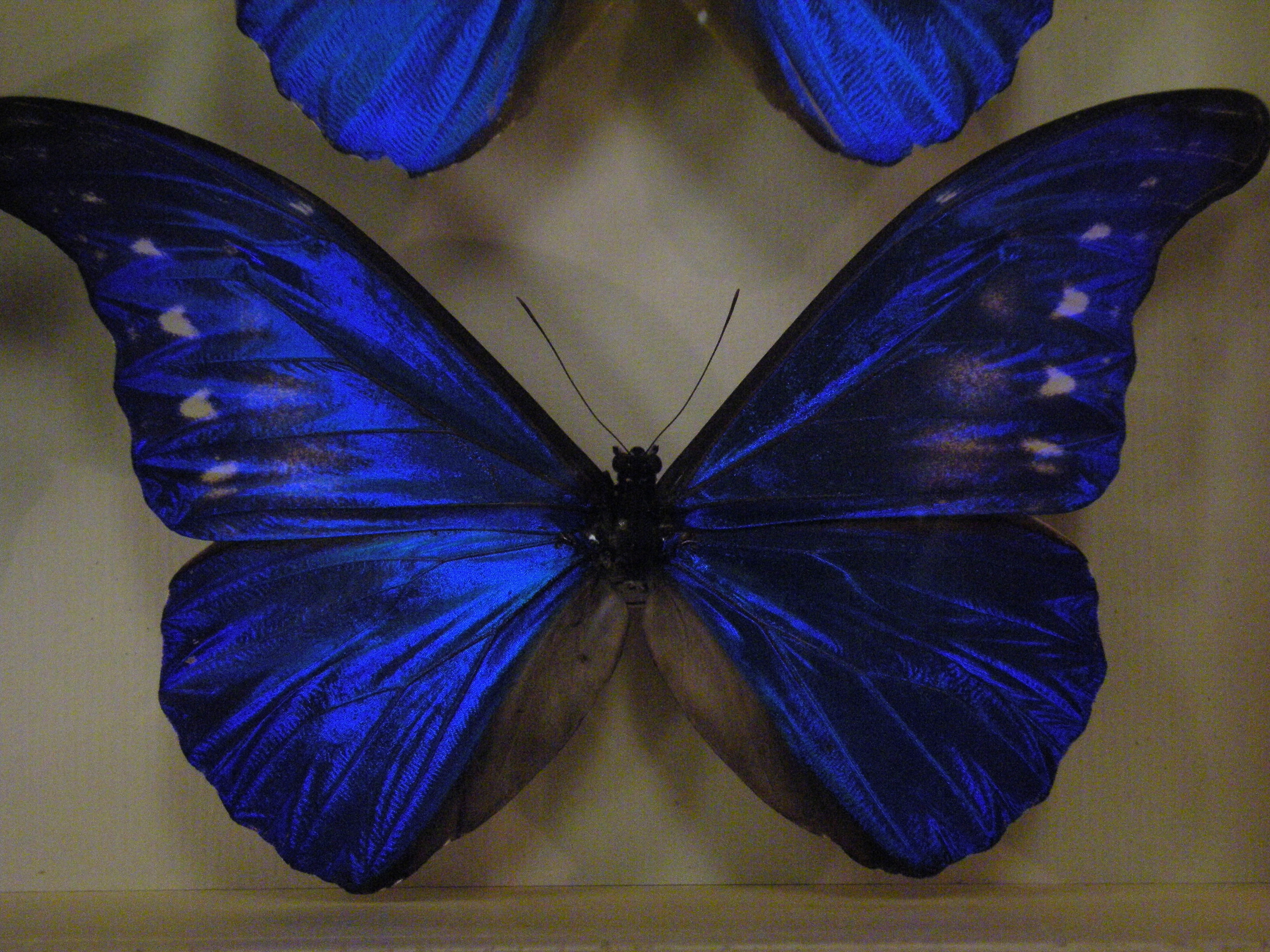
♂